# Камениця-Польська
Камениця-Польська (пол. Kamienica Polska) — село в Польщі, у гміні Камениця-Польська Ченстоховського повіту Сілезького воєводства.
Населення — 1846 осіб (2011).

## Демографія
Демографічна структура станом на 31 березня 2011 року:
|          | Загалом | Допрацездатний вік | Працездатний вік | Постпрацездатний вік |
| -------- | ------- | ------------------ | ---------------- | -------------------- |
| Чоловіки | 866     | 148                | 609              | 109                  |
| Жінки    | 980     | 159                | 542              | 279                  |
| Разом    | 1846    | 307                | 1151             | 388                  |